# カーテンウォール (要塞)

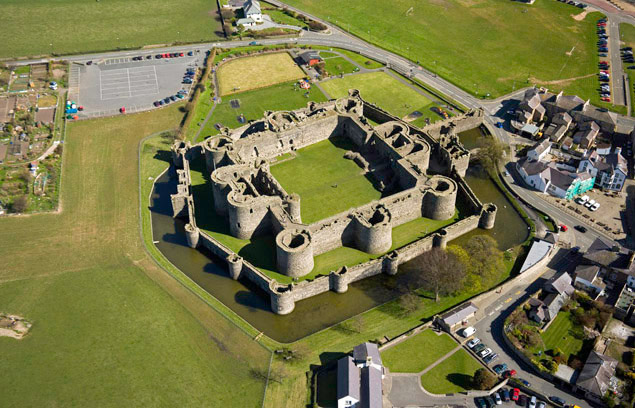
ビューマリス城の上空写真、内側の塔の間、外側の塔の間の城壁がカーテンウォールである。

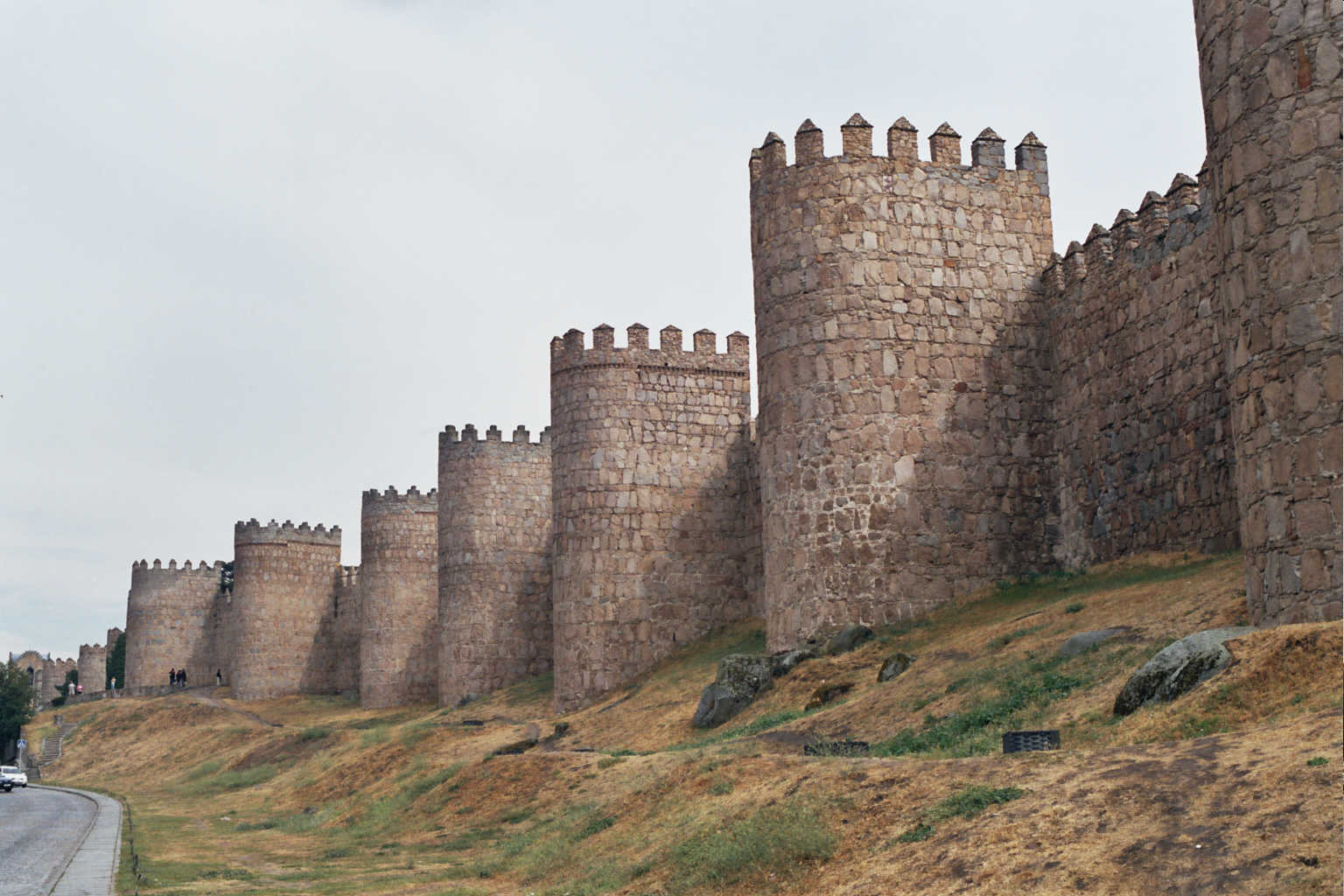
スペインのアビラの市壁

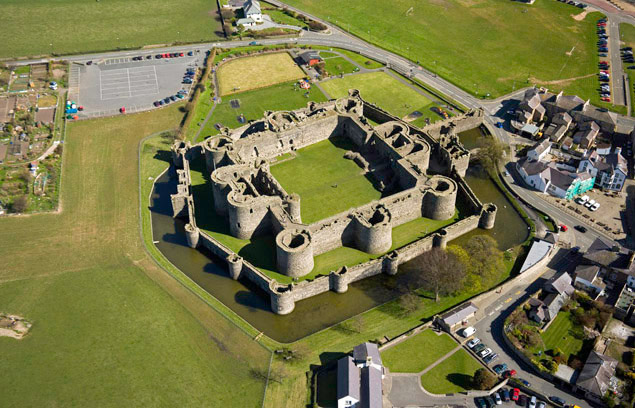
Beaumaris Castle in Anglesey in North Wales, with curtain walls between the lower outer towers, and higher inner curtain walls between the higher inner towers.

カーテンウォール（英語: curtain wall）とは、城や砦における側防塔や堡塁に囲まれた城壁の部分を指す、軍事施設の名称である。

## 古代の要塞

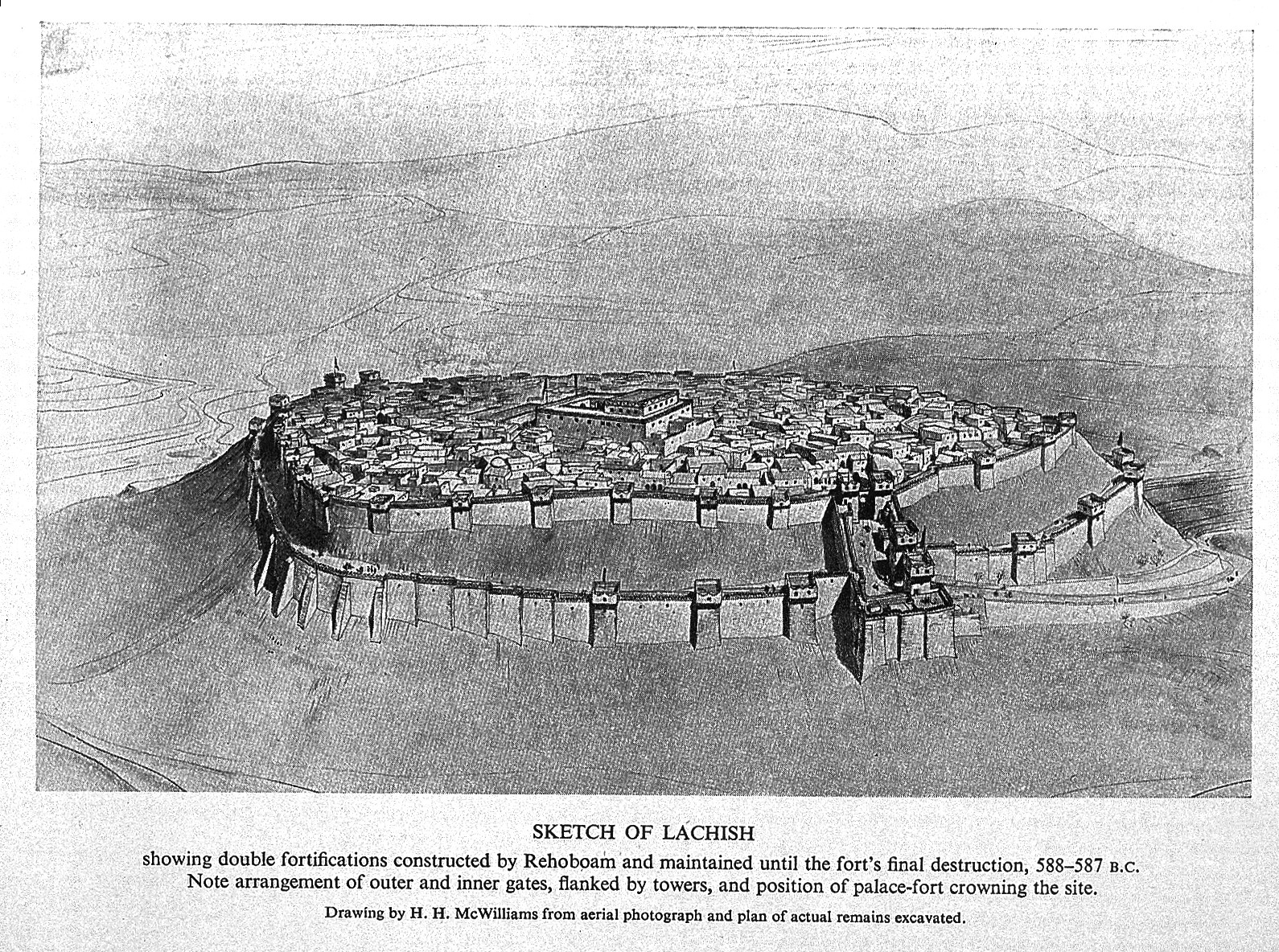
紀元前9世紀に修復された古代の都市ラキシュの城壁。

カーテンウォールや城壁といった町や砦を取り囲む様に建造された防御施設の証拠は、アッシリアやエジプトなどの歴史的文献などから確認できる。その著名な例として、イスラエルのラキシュ・エジプトのブヘンなどがよく挙げられる。これらの様なカーテンウォールは、ローマ帝国を通じてヨーロッパに広まっていった。5世紀初頭には東ローマ帝国の首都コンスタンティノープルにテオドシウス帝の長城が建造され、中世ヨーロッパの城郭はこの城壁の影響を大いに受けたとされる。

## カーテンウォール式の城郭

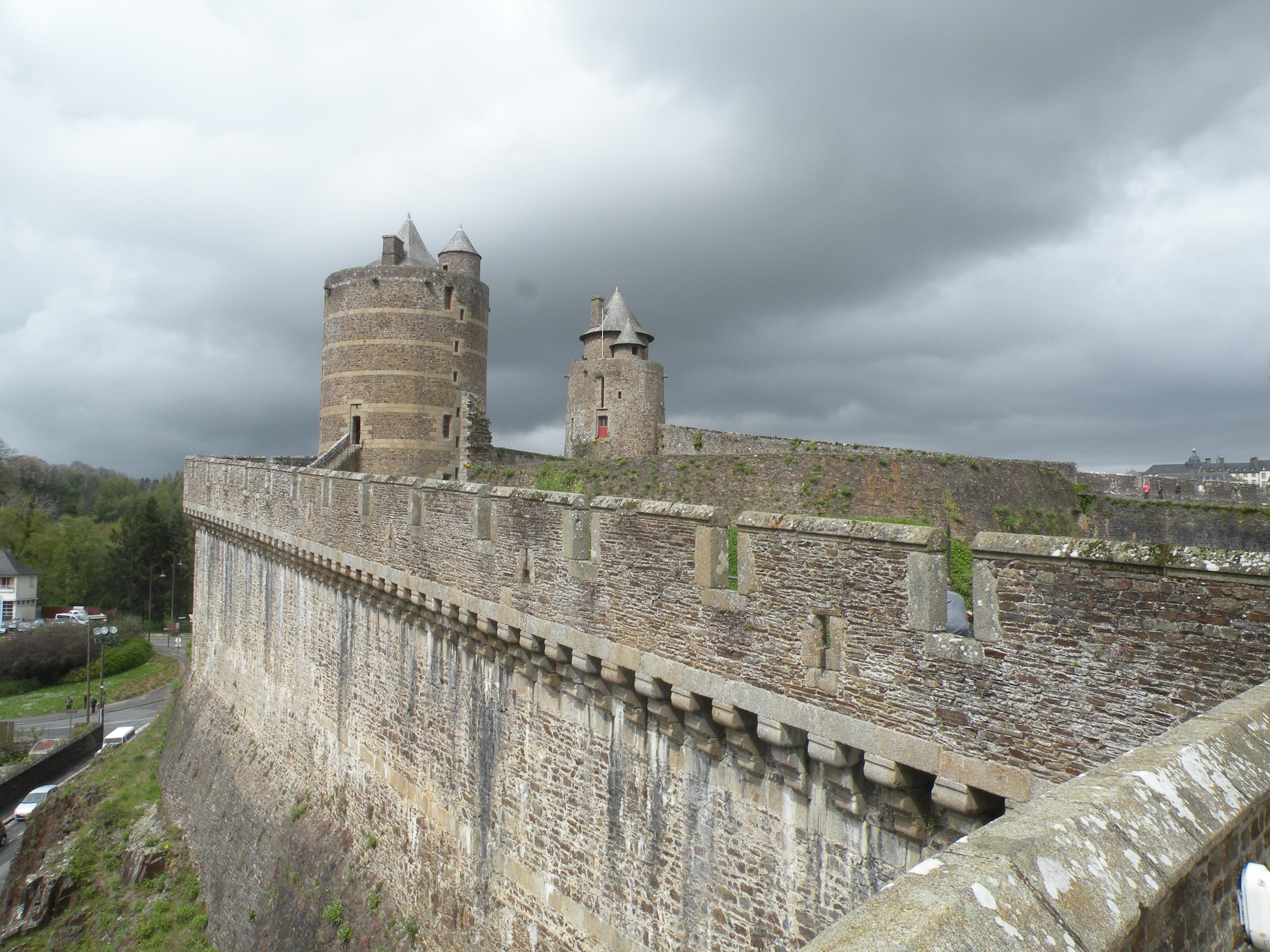
フランス北部ブルターニュ地方に聳え立つ12世紀の城郭フージェル城。胸壁や狭間、出し狭間などがうかがえる。

中世ヨーロッパ城郭において、カーテンウォールに囲まれた部分は、防御塔の有無に関わらずベイリーとして知られている。一番外側の城壁は、カーテンウォールの中に側防塔や堡塁が組み込まれ、それら全体でenceinteや主要防御ラインを形成した上で要所を取り囲んだ。
中世城郭や中世の街並みのスタイルにおいて、カーテンウォールは非常に高く建てられ、その前には溝や堀が掘られていた。敵が城壁を攻撃するのをより困難にするためである。城壁の上部には胸壁が取り付けられており、城壁の上に立つ守備兵が敵の攻撃から身を防げる様になっていた。また、胸壁より低めの位置には銃眼や狭間が設けられており、壁の後ろから迫り来る敵を狙い撃ちにすることができた。胸壁の後ろには城壁通路と呼ばれるスペースが空いており、そこで兵士たちは乗り込んできた敵兵と戦ったり城壁の他の部分へと移動していったりした。城壁が長い場合、城壁の壁面や内部に通路、そして狭間などが設置された。そのため攻撃兵は城壁の最下部に到達したとしても、直接守備兵を目視し射殺すことが難しく容易に城壁を越えることはできなかった。それゆえ城郭を建築する際は、ボーディングと呼ばれる櫓や出し狭間などが城壁に備え付けられることがしばしばあった。

## 近代

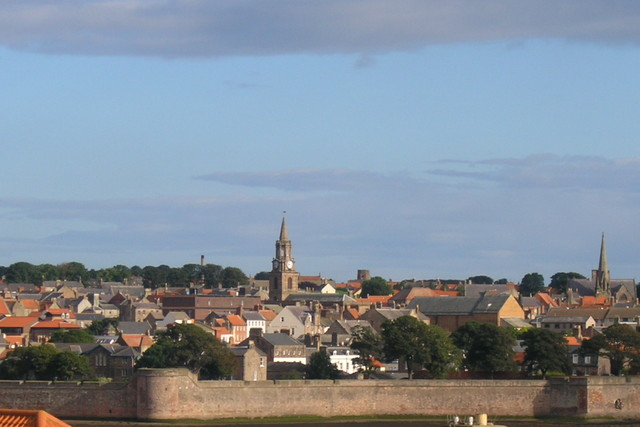
イギリスとスコットランドの国境の最東部に位置する街であるベリック・アポン・ツイード を取り囲む16世紀建造のカーテンウォール。

火薬の発明によりこれまでのような高い城壁は、カノン砲から放たれる砲弾に対して脆弱な防御設備となった。そして、これらの新種の武器に対応した星形要塞が16世紀ごろから各地で広まった。カーテンウォールは減少し、堀よりだいぶ後方に後退し、ラヴリンやテネイルといった副次的な防御壁であるアウトワークが付設されキャノン砲の砲撃から守られる形で城壁としての役割を担う様になった。